# أوكتاكوسان-1-ول
أوكتاكوسان-1-ول هو كحول دهني ذو ثمانية وعشرين ذرة كربون، صيغته الجزيئية هي C28H58O. اوكتاكوسان-1-ول غير قابل للذوبان في الماء، ولكنه قابل للذوبان بحرية في الألكانات ذات الوزن الجزيئي المنخفض، وقابل لذوبان أيضًا في الكلوروفورم.